# Raywick
La ville américaine de Raywick est située dans le comté de Marion, dans l’État du Kentucky. Elle comptait 144 habitants lors du recensement de 2000.

## Source
- (en) Cet article est partiellement ou en totalité issu de l’article de Wikipédia en anglais intitulé « Raywick, Kentucky » (voir la liste des auteurs).